# آتشکار

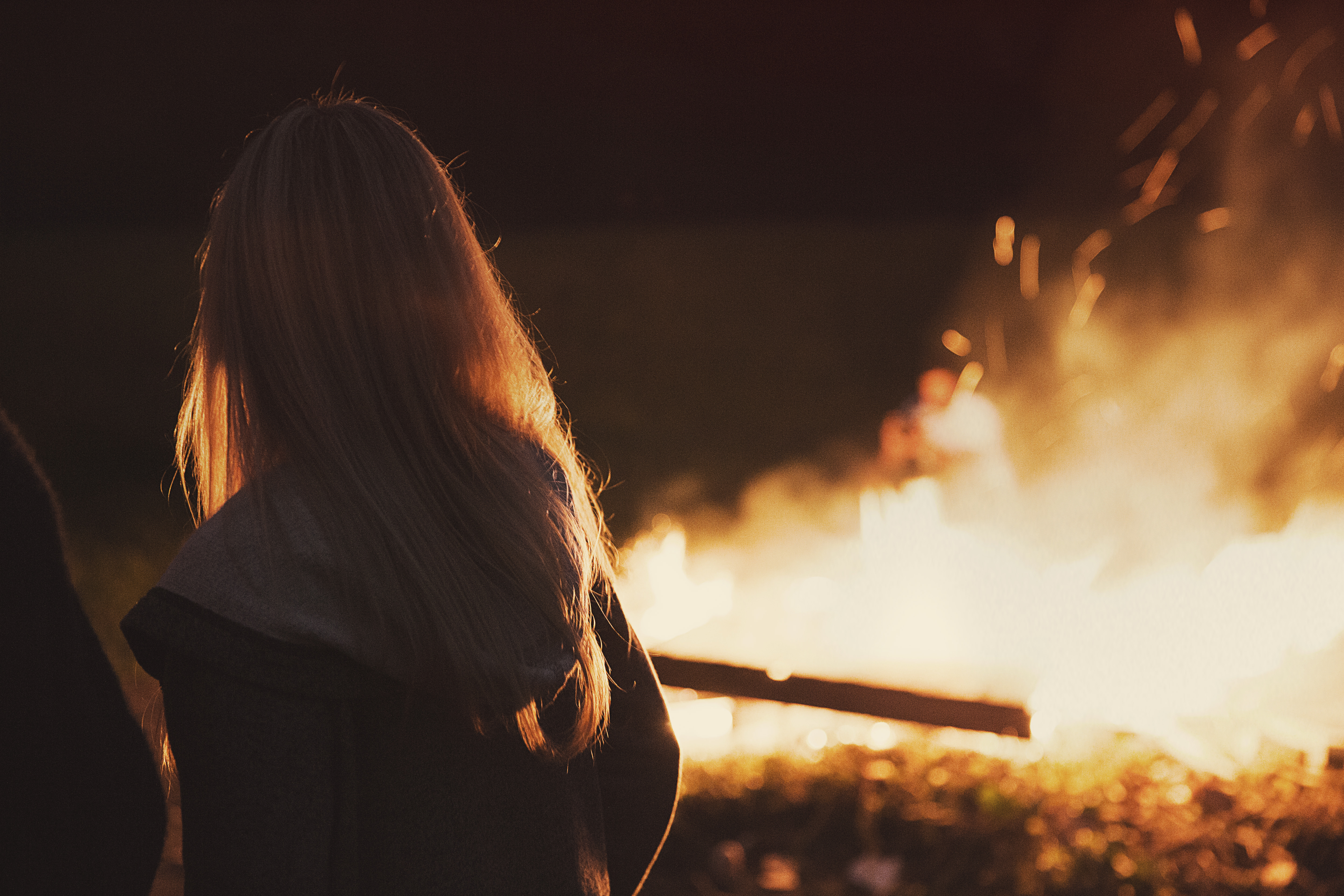
آتشکار

آتشکار کسی است که با آتش کار می‌کند، مانند آهنگر، کوره‌پز، گلخن‌تاب. آتشکار مسئول انبار کردن ایمن دستگاه‌های آتشکاری یا آتش‌بازی است و مسئولیت استفادهٔ صحیح از این وسایل و کار با آنها را نیز برعهده دارد.
اصطلاحاً به کارگری که در کارخانه (مانند ذوب فلزات) مأمور ریختن سوخت در آتشخانه و روشن کردن آن است نیز «آتشکار» گفته می‌شود.